# لرد (مهدی‌شهر)
لرد یکی از روستاهای شهرستان مهدی‌شهر در استان سمنان است. بر پایه سرشماری سال ۱۳۸۵، جمعیت این روستا ۲۵۴ نفر (۶۰ خانوار) و در سال ۱۳۷۵، ۱۲۸ نفر (۳۵ خانوار) بوده‌است. 
در سال ۱۳۸۸ فرمانداری مهدیشهر، روستای لرد را به دهستان لرد ارتقا داد .